# Бордашевская, Ольга Фёдоровна
Ольга Фёдоровна Бардашевская (в замужестве Кисс; 1919, Одесса, Украинская ССР, СССР — 29.03.2002, Одесса, Украина) — советская женщина-снайпер Великой Отечественной войны.

## Биография
Родилась в 1919 году в г. Одесса.
До Великой Отечественной войны жила в Одессе, училась в педагогическом институте, здесь же занималась в стрелковом кружке, стала членом ВЛКСМ.
С началом войны добровольно ушла на фронт, стала медицинской сестрой в госпитале, окончила специальные курсы. Когда по госпиталю прошёл слух, что производится набор в школу снайперов, Ольга обратилась к начальнику госпиталя с просьбой отпустить в эту школу.
Занятия в школе снайперов в подмосковном городе Подольске прошли по ускоренной программе, и Бардашевская блестяще окончила её: единственной из всего выпуска ей вручили именное оружие от ЦК ВЛКСМ — винтовку ИИ № 7935, которую прозвала «Иваном Ивановичем».
С декабря 1943 года Бардашевская  находилась в действующей армии. Служила снайпером 1-й стрелковой роты 1-го стрелкового батальона 730-го стрелкового полка (204-я стрелковая дивизия, 51-я армия). За годы войны снайперский счёт старшего сержанта О. Ф. Бардашевский составил 108 уничтоженных солдат и офицеров противника.
После войны Ольга Бардашевская вернулась в Одессу, у неё определили инвалидность 2-й группы, но она продолжала работать и заниматься общественной деятельностью. Будучи членом КПСС, впоследствии стала ответственным секретарём Советского комитета защиты мира.
Умерла 29 марта 2002 года.
О. Ф. Бардашевская была награждена орденами Славы 3-й и 2-й степеней, а также медалями, в том члисле «За отвагу».